# Myrmarachne melanotarsa
Myrmarachne melanotarsa is een spinnensoort in de taxonomische indeling van de springspinnen (Salticidae).
Het dier behoort tot het geslacht Myrmarachne. De wetenschappelijke naam van de soort werd voor het eerst geldig gepubliceerd in 2002 door Wanda Wesołowska & Salm.